# Àstacos (Acarnània)
Àstacos (grec antic: Ἀστακός, llatí: Astacus) fou una ciutat de la costa occidental d'Acarnània, a la badia homònima situada davant les Illes Equínades.
Es diu que va ser una colònia de Cefal·lènia. Al començament de la guerra del Peloponnès, cap a l'any 432 aC, la governava el tirà Evarc, que va ser deposat pels atenesos el 431 aC, però més tard els corintis el van restaurar com a tirà. En una llista de ciutats d'Acarnània posterior al 219 aC, Astacos figura com una de les ciutats importants. De la ciutat en parlen Estrabó i Esteve de Bizanci.
Amb la conquesta romana entrà en decadència, en part per la fundació de Nicòpolis molt a prop d'Astacos, i fou abandonada al llarg de l'antiguitat tardana. La vila de Dragamesti (grec: Δραγαμέστι ο Δραγαμέστο), situada uns dos quilòmetres al sud de l'antiga Astacos, a vorera de mar de la badia d'Astacos, fou reanomenada el 1833 amb el nom d'Astacos (grec: Αστακός, Astakós), seguint els criteris d'hel·lenització de la toponímia de l'estat grec per recuperar la toponímia de la Grècia Clàssica. Actualment fa part del municipi de Xiromero